# Kejimkujik National Park
Kejimkujik National Park (ofte forkortet til Keji) er en nationalpark i Nova Scotia i Canada. Parken består af to geografisk adskilte områder, og omfatter sammenlagt et areal af cirka 404 kvadratkilometer.

## Historie
De tidligste spor efter mennesker i området er fra cirka 4.500 år siden. Disse første indbyggere levede formodentlig et nomadeliv og beboede området sæsonvist, udnyttende passende lejrpladser langs floderne og søernes strande. Efter disse kom mi'kmaq-folk, tilhørende Canadas First Nations, til at bebo området. De første europæere bosatte sig omkring 1820'erne. Skovhugst og guldgravning blev snart de vigtigste erhverv i området og tre guldminer fandtes inden for parkens grænser. Området er på listen over National Historic Sites of Canada .

## Geografi
Hoveddelen af parken ligger i det indre af provinsen mens en mindre del er beliggende ved kysten til Atlanterhavet. Den del af parken som ligger inde i landet er skovklædt med mange floder og søer. Langs kysten til Atlanterhavet findes sandede strande. De fleste af landskabsformerne som kan ses i parken er et direkte resultat af den seneste istid. Store granitblokke som er blevet flyttet af indlandsisen ligger her, i landskabet findes også drumliner og moræner.

## Flora og fauna
Skovene i Kejimkujiks National Park er repræsentative for regionen med en blanding af nåle- og løvtræer. Den gennemsnitlige alder for skovene i parken er mindre end 100 år, eftersom området inden det blev oprettet som nationalpark er blevet udsat for en omfattende skovfældning. Nogle bestande med nåletræer, som Østamerikansk Hemlock og Weymouth-Fyr, som er 200 til 300 år gamle, er fortsat tilbage og hører til parkens mere bevaringsværdige træer. Et særligt bemærkelsesværdigt løvtræ i parken er Rød Løn, da få andre træarter i området klarer de tilbagevendende oversvømmelser som dette træ.
I parken findes cirka 544 arter karplanter. Der findes 23 arter bregner, herunder både almindelige arter og meget usædvanlige sådanne. Der findes også mange arter orkideer.
Pattedyrfaunaen indeholder arter som virginiahjort, amerikansk bæver, amerikansk sortbjørn og amerikansk mår. Der findes 178 arter fugle i parken, blandt andet den truede kortnæbbet præstekrave. Parken huser også en mangfoldighed af padder, som salamandere og frøer. Også slanger og skildpadder er dyregrupper med truede arter som forekommer i parken.